# Ferrocarril de Santa Marta
El Ferrocarril de Santa Marta fue una red ferroviaria de carga y pasajeros de Colombia, Este sistema de transporte abastecia a los municipios de Fundación, Aracataca y Zona Bananera con el puerto marítimo de Santa Marta. Fue liquidado en 1991 junto con los Ferrocarriles Nacionales de Colombia.
Actualmente la línea se encuentra en concesión a la empresa Ferrocarriles del Norte de Colombia (FENOCO), la cual fue habilitada para funcionar como transporte de carga.

## Historia

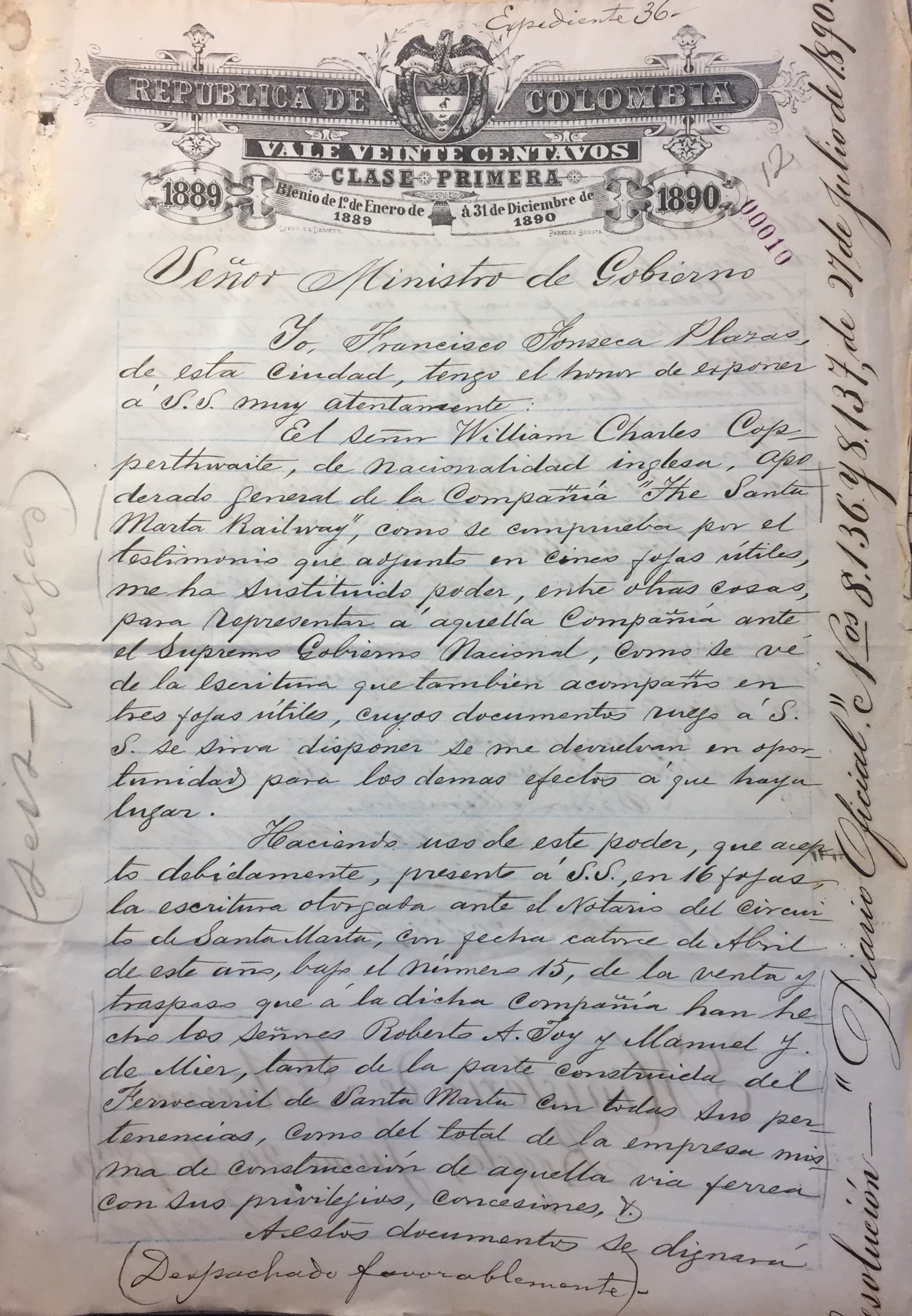
Solicitud de legalización de la personería jurídica de The Santa Marta Railway 1890

El contrato fue aprobado por el Poder Ejecutivo Nacional por medio de la Ley 53 de 17 de junio de 1881, y su construcción comenzó el 17 de junio de 1882, El tren que pretendía llegar hasta el Río Magdalena en el municipio de Cerro de San Antonio, fue modificado y autorizado por el Congreso de la República en 1887 para llegar al municipio de El Banco. ya para 1894 la línea férrea había llegado a Prado Sevilla hoy municipio de Zona Bananera.

### The Santa Marta Railway Company
Esta compañía inglesa obtuvo la personería jurídica del Gobierno de Colombia el 27 de junio de 1890 y  continuo con la construcción del Ferrocarril y para 1906 habían construido la línea hasta la parte sur del Río Fundación, y la creación del asentamiento lo cual hoy en día es el municipio de Fundación, el crecimiento de la línea se concentró más en lo ramales que cruzaban la Zona Bananera, alrededor de los pueblos de Río Frío, Sevilla, Reten y otros. ya para 1910 la línea principal conecta a Fundación con el Puerto de Santa Marta, contaba con 64,6km de líneas secundarias. El transporte de banano llegaba a puerto sin interrupción todos los días del año. Más del 70% de la carga provenía de la fruta, 15% eran pasajeros de las plantaciones y el resto del porcentaje eran otras cargas.
Finalmente le gobierno asumió el control directo del ferrocarril para el año de 1947.

## Ferrocarriles Nacionales de Colombia
En 1954 fueron creados los Ferrocarriles Nacionales de Colombia (FNC), con el fin de unificar el sistema de transporte férreo nacional, y de operar y mantener su infraestructura y equipos para presentar un servicio eficiente. 
Se continua la construcción de la línea férrea y en 1961 empalma con Puerto Berrio. El proyecto se llamó inicialmente Ferrocarril del Río Magdalena, pero el gobierno de Gustavo Rojas Pinilla le cambio el nombre. 

### Ferrovias
Con la liquidación de 'FNC' en 1991, se crea el Fondo Pasivo Social Ferrocarriles Nacionales de Colombia, para asumir el pago de las pensiones de jubilados, se crea FERROVIAS, para la administración de las concesiones férreas del Atlántico y Pacífico.

## sigloXXI

### FENOCO
Ferrocarriles del Norte de Colombia. Con la adjudicación de la concesión de la línea férrea del Atlántico –que une a Bogotá con Santa Marta - a FENOCO S.A., en 1999, se abrió un nuevo capítulo en la historia ferroviaria del país. Esta fecha marcó el inicio del proceso de rehabilitación de una de las redes de trocha angosta más dinámicas y más extensas del mundo.
El transporte ferroviario se ha consolidado en el norte de Colombia como uno de los medios más seguros y eficientes. Su importancia para la competitividad del país en el ámbito de la globalización es de tal magnitud que por este motivo el Gobierno nacional decide la ampliación de la capacidad de la línea entre los tramos de Chriguaná y Puerto De Santa Marta.

### Holdtrade Atlántico
Al reactivarse el transporte de carga entre el Puerto de Santa Marta y La Dorada (Caldas) se abre un nuevo capítulo en la historia férrea del país, hacia más de 20 años que no se transitaba por las líneas férreas que se encontraban abandonadas las cuales se rehabilitaron para que el tren de carga, el cual operara con plataformas para contenedores por los 769 km del corredor entre la Sociedad Portuaria de Santa Marta y La Dorada (Caldas),   Holdtrade Atlántico proporcionará servicios de transporte por ferrocarril a través de rutas ferroviarias que ANI, la agencia de la infraestructura de Colombia, tiene previsto volver al servicio. Tales servicios ferroviarios reducirán los costos de transporte para los productores colombianos.